# Прибалтийско-финские языки
Прибалти́йско-фи́нские языки́ — одна из групп финно-волжских языков, распространённая на территории вокруг Балтийского моря. Финский и эстонский языки являются официальными в Финляндии и Эстонии соответственно. Саамские языки не входят в данную группу, а образуют свою собственную. Сходства между двумя группами объясняются их родством и интенсивными языковыми контактами.
К прибалтийско-финским языкам относятся:
- Северная подветвь
  - финский язык
    - ингерманландский финский
    - квенский язык
    - меянкиели

  - ижорский язык
  - карельский язык
    - собственно-карельское наречие
      - северный диалект
      - южный диалект (включая тверские говоры)

    - ливвиковское наречие
    - людиковское наречие

  - вепсский язык
- Южная подветвь
  - водский язык
  - северноэстонский язык (собственно эстонский)
  - южноэстонский язык
    - Выруский диалект (включая диалект сету)

  - ливский язык